# Machine de Marly
Pour le tableau d'Alfred Sisley, voir La Machine de Marly.

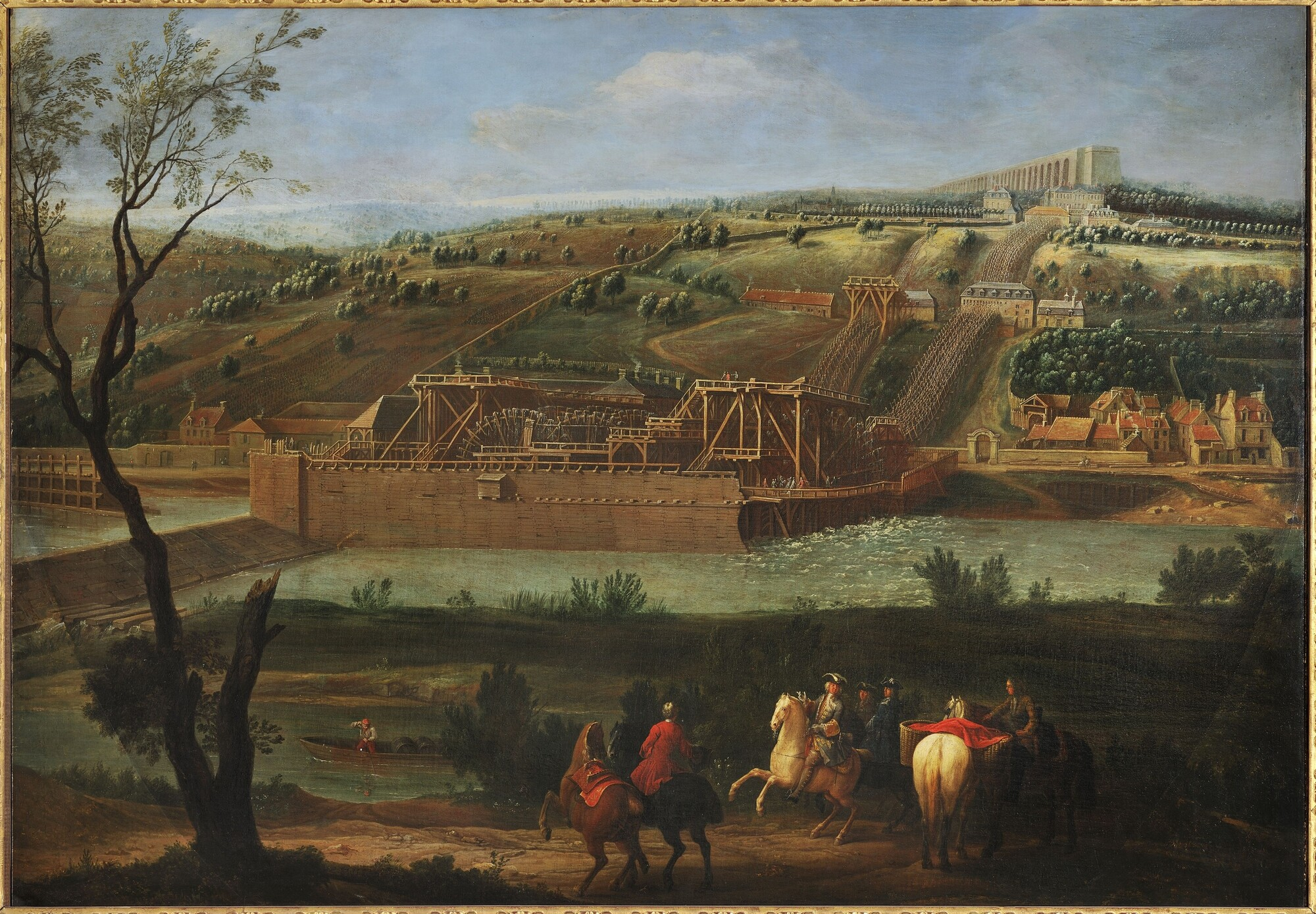
La Machine de Marly par Pierre-Denis Martin, 1723. Au premier plan, l'ile Gauthier ou île de la Machine du roi, territoire royal. On aperçoit à droite en arrière-plan, l'aqueduc de Louveciennes et sa tour du Levant dans laquelle arrivait l'eau pompée.

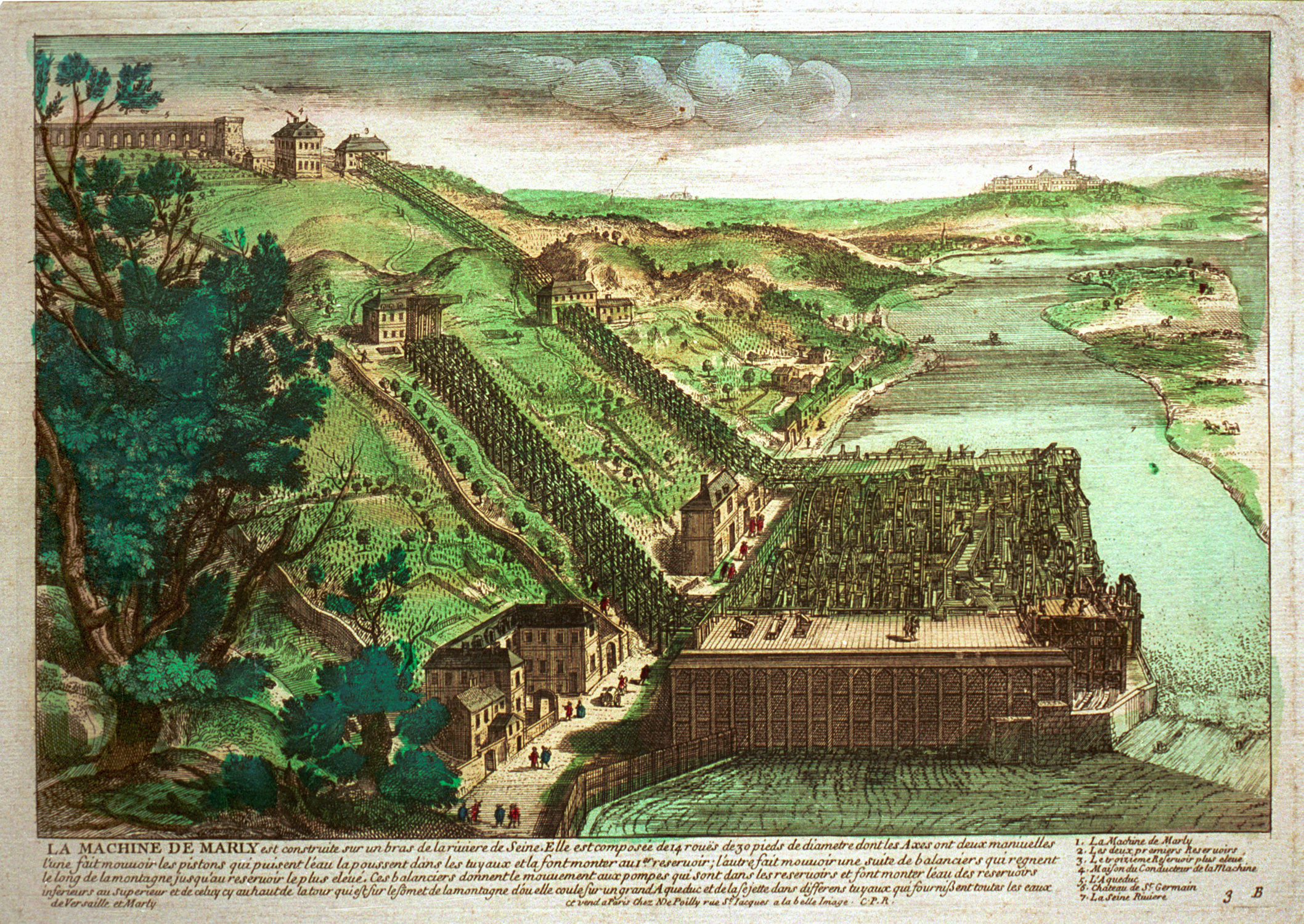
La Machine de Marly à vol d'oiseau.

La machine de Marly à Bougival est un gigantesque dispositif de pompage des eaux de la Seine destiné à l’alimentation hydraulique des jardins du château de Marly et du parc de Versailles. Construite entre 1681 et 1682, sous le règne de Louis XIV par le maître charpentier et mécanicien liégeois Rennequin Sualem, d'après le projet d’Arnold de Ville, elle s'inspirait des machines d'exhaure des mines de Liège et du Harz, ce qui en faisait l'une des machines les plus complexes de son temps. Elle fonctionna 133 ans, mais ne parvint jamais longtemps à fournir le débit attendu, et fut remplacée, en 1817, par plusieurs pompes successives plus performantes, jusqu'à des électro-pompes en 1968.

« Cette machine immense qui frappe d'étonnement tous ceux qui la voient, par l'énormité de sa construction, est une grande chose qui fera toujours un honneur infini à son Inventeur, malgré ses défauts. »

— Denis Diderot, Encyclopédie ou Dictionnaire raisonné des sciences, des arts et des métiers, 1751

« Il ne paroit pas que l'on ait jamais exécuté de machine qui ait fait autant de bruit dans le monde que celle de Marly… »

— Bernard Belidor, Architecture Hydraulique, ou L'art de conduire, d'élever et de ménager les eaux pour les différens besoins de la vie, t. 2nd, 1737:195.

## Contexte historique
Dès la construction du château et du parc de Versailles s'est posé le problème de l'approvisionnement en eau. Le site choisi par Louis XIV sur un ancien pavillon de chasse de Louis XIII était loin de toute rivière et en hauteur. La volonté du souverain de disposer d'un parc avec toujours plus de bassins, de fontaines et de jets d'eau marquera son règne par l'extension ou l'amélioration quasi permanente du système d'adduction d'eau avec la construction de nouvelles pompes, aqueducs et réservoirs pour aller chercher toujours plus d'eau, toujours plus loin.
L'idée d'amener l'eau de la Seine jusqu'à Versailles était déjà dans l'air. Mais plus que la distance - le fleuve se situe à près de 10 km du château - se posait le problème du dénivelé à franchir, près de 150 mètres. Depuis 1670, Colbert s'était ainsi opposé à plusieurs projets, dont celui de Jacques de Manse, tant pour des raisons de faisabilité que de coût.
Mais Arnold de Ville (1653-1722), un jeune et ambitieux bourgeois de Huy dans le pays de Liège, qui avait déjà fait construire une pompe à Saint-Maur, réussit à présenter au roi son projet pour pomper les eaux de la Seine pour le château du Val en forêt de Saint-Germain, en assurant pouvoir faire de même pour alimenter Versailles. Cette machine, sorte de modèle réduit de ce que pouvait être la machine de Marly, ayant été mise en œuvre avec succès, le roi accepta alors de lui confier la réalisation d'une machine sur la Seine pour approvisionner les jardins de Versailles, mais aussi ceux du château de Marly alors en construction.

## Situation géographique
La machine de Marly se trouve à 7 km au nord du château de Versailles et à 16,3 km à l'ouest de Paris centre, sur la Seine dans le département des Yvelines. Les anciennes machineries des pompes et les bâtiments d'administration ont été situés à Bougival ; les puisards, les chevalets, l'aqueduc et les réservoirs ont été situés à Louveciennes. Un réservoir se trouve toujours à Marly-le-Roi.
Entre Port-Marly et Bezons, la Seine est, sur sa longueur, divisée en deux bras par une suite d'îles et d'atterrissements que l'auteur propose de réunir par des digues de charpente, de façon à former comme deux lits de rivière parallèles, sans communication, sur plus de dix kilomètres de longueur. En travers du bras de gauche, un peu au-dessous du petit village de la Chaussée, en aval de Bougival, est établie une pompe avec machine hydraulique, refoulant l'eau de la rivière jusqu'au sommet du coteau qui borde la Seine:95.

Le barrage de Bezons et la machine ont ainsi créé sur la rivière une chute de 3,10 m qui est utilisée par les roues hydrauliques:101.

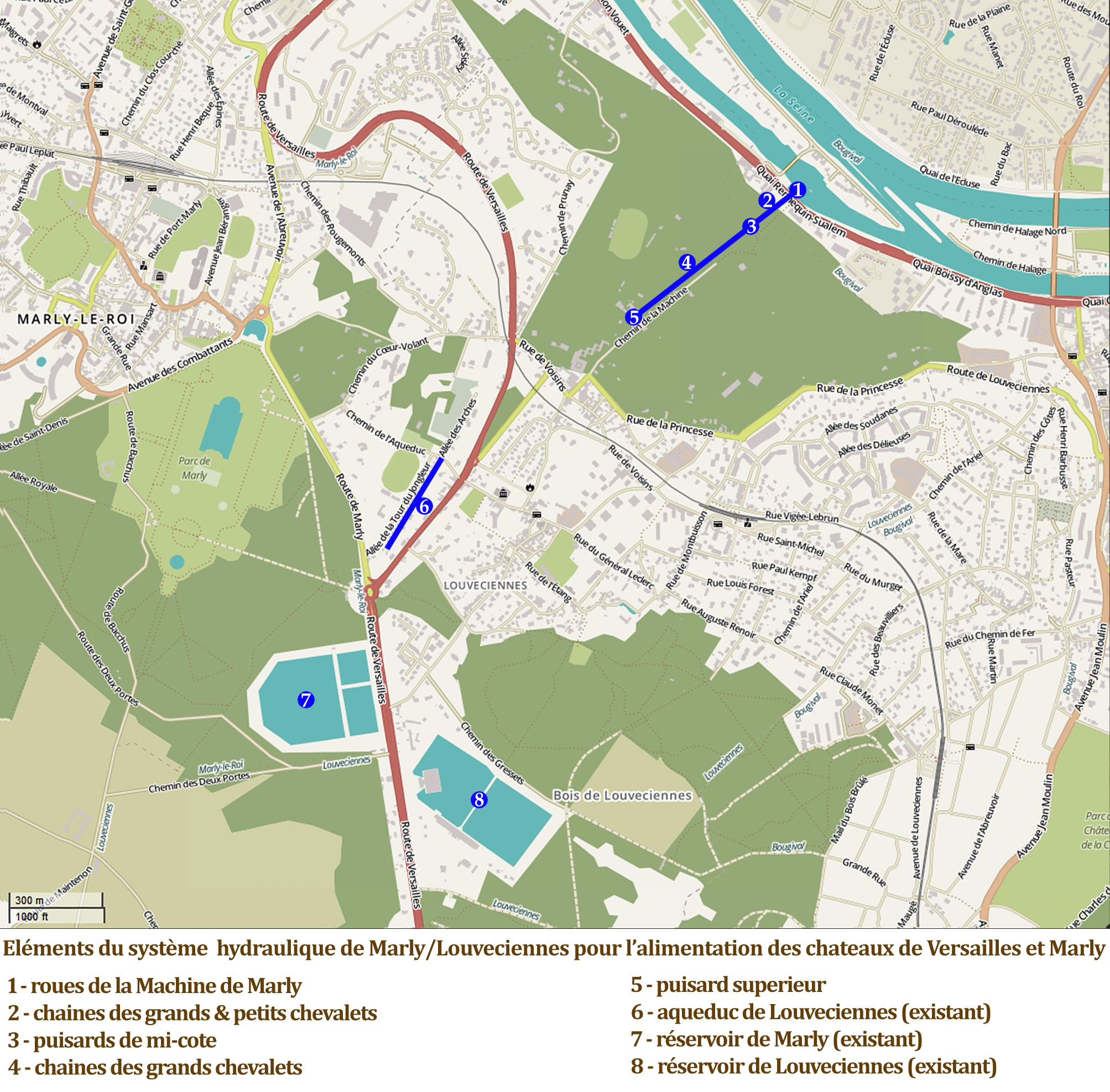
Situation des éléments de la Machine de Marly.
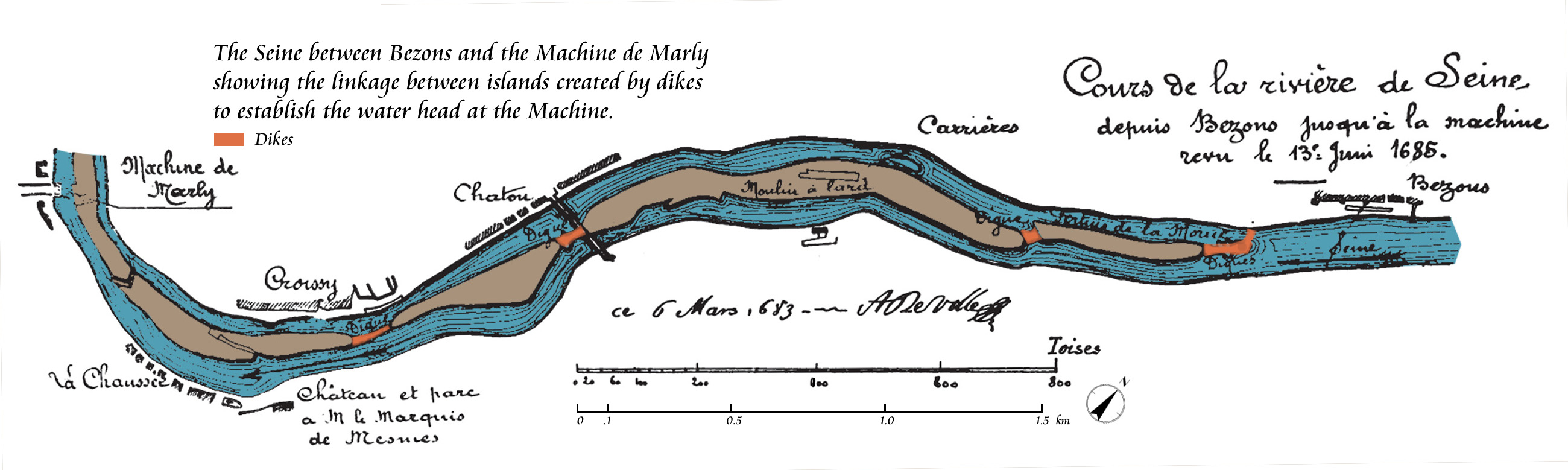
La Seine entre Bezons et Marly avec les liaisons entre les îles par les digues pour établir la chute d'eau à la machine.
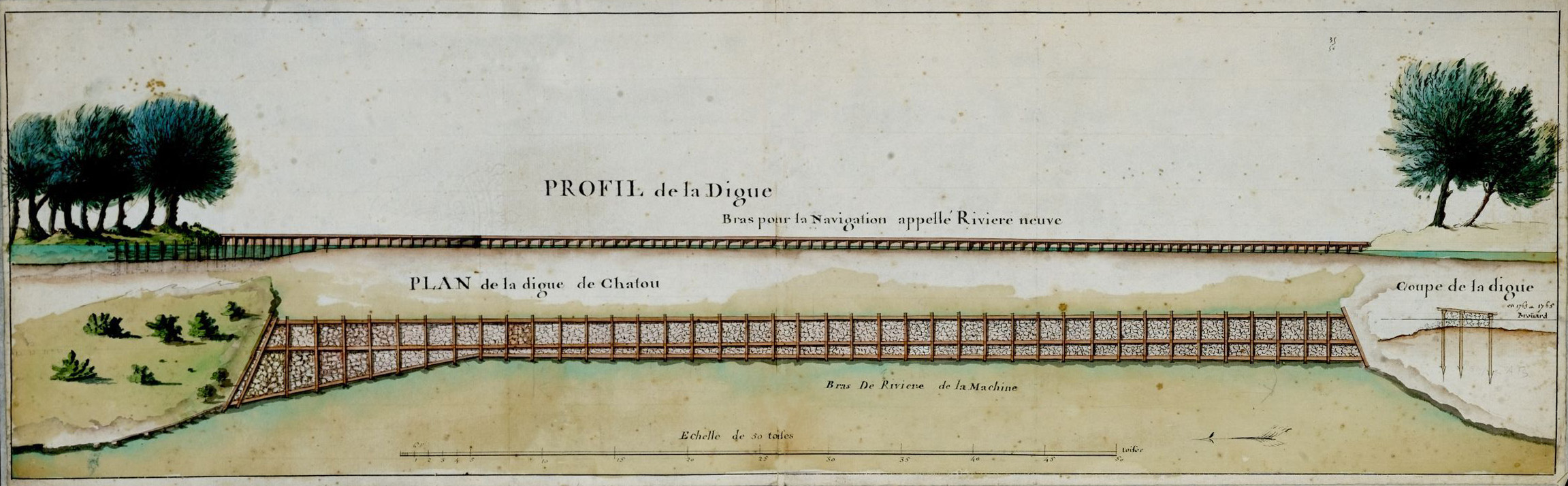
Digue de Chatou, plan, coupe et profil (1763-1765).

## La construction

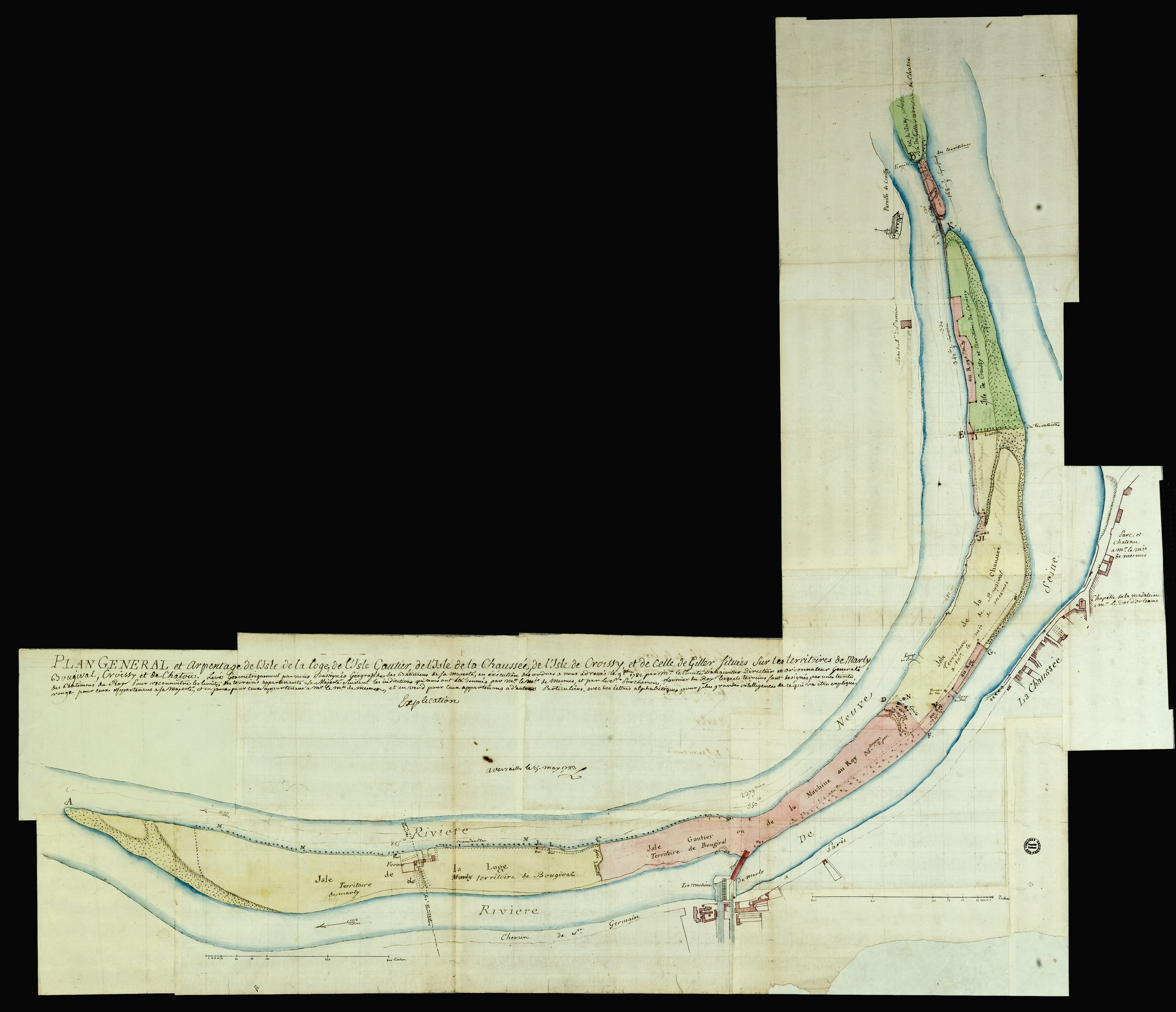
Carte de 1783 montrant la dérivation de la Seine.

Pour concevoir et construire cette machine, Arnold de Ville, qui n'avait pas les compétences techniques, fit appel à deux Liègeois, le maître charpentier et mécanicien Rennequin Sualem (1645-1708) et son frère Paulus. Il avait déjà travaillé avec eux pour une pompe au château de Modave et Rennequin Sualem était le concepteur de la pompe du château du Val. L'ensemble des travaux, chenal et digues sur la Seine, construction de la machine et du réseau d'aqueducs et de bassins, allait durer six ans. Le site choisi sur la Seine fut celui de Bougival (à hauteur des actuelles écluses de Bougival)
Assez loin en amont, Colbert fit canaliser une partie de la Seine en reliant les îles par des digues depuis l'île de Bezons et séparant ainsi le fleuve en deux bras, un bras occidental laissé à la navigation et un bras oriental destiné à alimenter la machine en créant un rétrécissement et une chute artificielle d'un à deux mètres pour entraîner les 14 roues à aubes de la machine.
La construction allait mobiliser 1 800 ouvriers et nécessiter plus de 100 000 tonnes de bois, 17 000 tonnes de fer et 800 tonnes de plomb et autant de fonte.
Une légende assez souvent reprise veut que les pièces et les matériaux aient été importés du pays liégeois. En fait seules des manivelles furent réalisées par les frères Cox, cousins des Sualem. Arnaud de Ville tenta également, pour accroître son profit financier, de faire fabriquer par son père, à Huy, des corps de pompes, mais ceux-ci ne convinrent pas. Le bois ayant servi à la construction de la plate-forme et des roues de la machine, pour l'endiguement entre les îles ou pour les bâtiments, vint des forêts environnantes, le fer pour les tringles vint du Nivernais, puis de Champagne et la plupart des tuyaux de fonte furent produits en Normandie.
Un grand nombre de Wallons vinrent travailler sur le chantier. Ils possédaient un savoir-faire acquis par les travaux d'hydraulique dans les mines. Beaucoup s'exilèrent aussi à cause des difficultés économiques rencontrés alors dans une Wallonie qui avait été ravagée par les guerres. Illettrés, les frères Sualem étaient issus d'une famille de maîtres-charpentiers des mines de Liège. Ils avaient travaillé pour les mines du comte d'Arenberg et pour celles de l'abbaye du Val-Saint-Lambert, à Liège. Ils firent aussi venir des membres de leur famille, charpentiers ou menuisiers. Les frères Sualem étaient les seuls à maîtriser le mécanisme de commande à distance, la feldstange nécessaire au bon fonctionnement de la machine de Marly. Les principaux artisans qui ensuite assureront son entretien seront d'ailleurs ces Wallons.

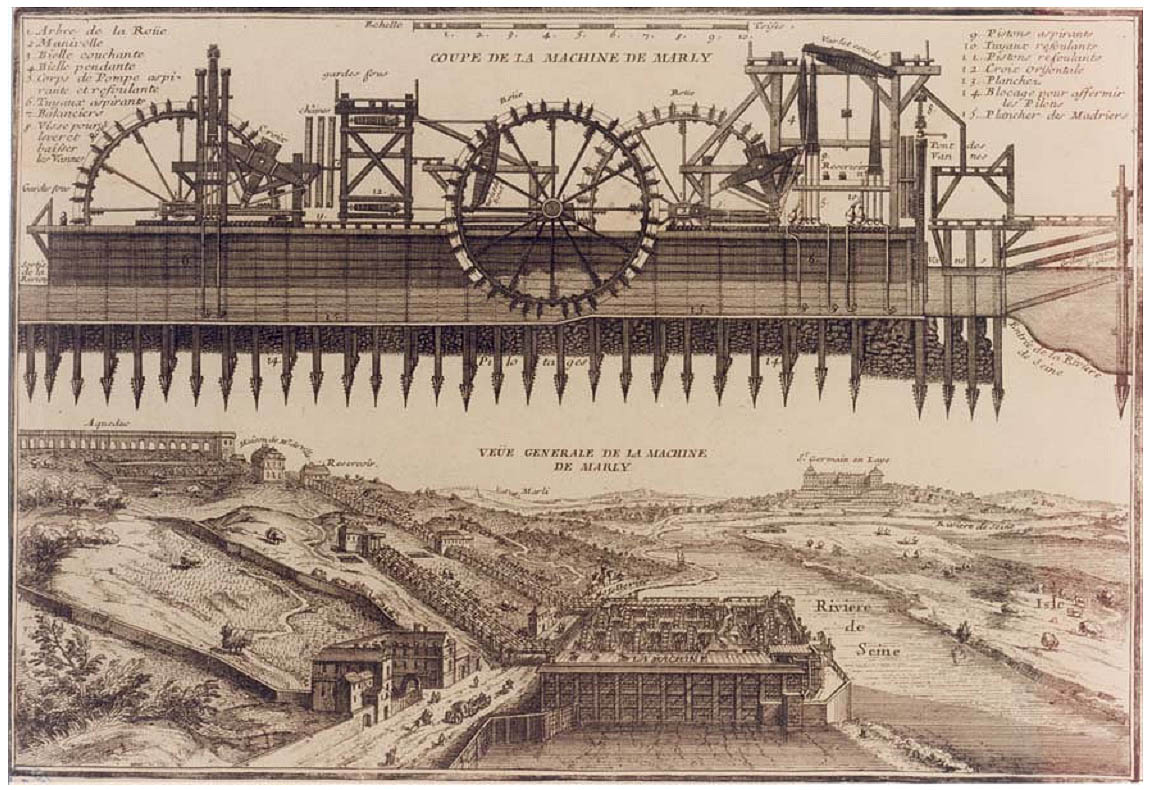
Vue rapprochée de la première machine de Marly.

Le chantier commença en juin 1681 par la canalisation de la Seine. La construction de la machine commença à la fin de 1681. Le 14 juin 1682, une démonstration réussie se déroula en présence du roi. L'eau put être acheminée en haut du coteau. La machine fut inaugurée le 13 juin 1684 par Louis XIV et sa cour. L'aqueduc de Louveciennes fut achevé en 1685 et l'ensemble des travaux, trois ans plus tard, en 1688.
Le coût total du chantier fut de 5,5 millions de livres tournois. Il comprenait les travaux de construction de la machine proprement dite (3 859 583 livres), des bâtiments, des aqueducs et bassins, la fourniture des matériaux, les salaires des ouvriers et artisans (Rennequin Sualem était le mieux payé avec 1 800 livres par an).
Après la fin des travaux et la démonstration réussie, Rennequin Sualem fut nommé Premier ingénieur du Roy par Louis XIV et anobli. Au roi, qui lui demandait comment il avait eu l'idée de cette machine, Rennequin répondit en wallon: « Tot tuzant, sire » (« En y réfléchissant, sire »). Arnold de Ville gagna beaucoup d'argent dans la réussite de cette machine et en profita pour se hisser dans l'aristocratie.

## Description

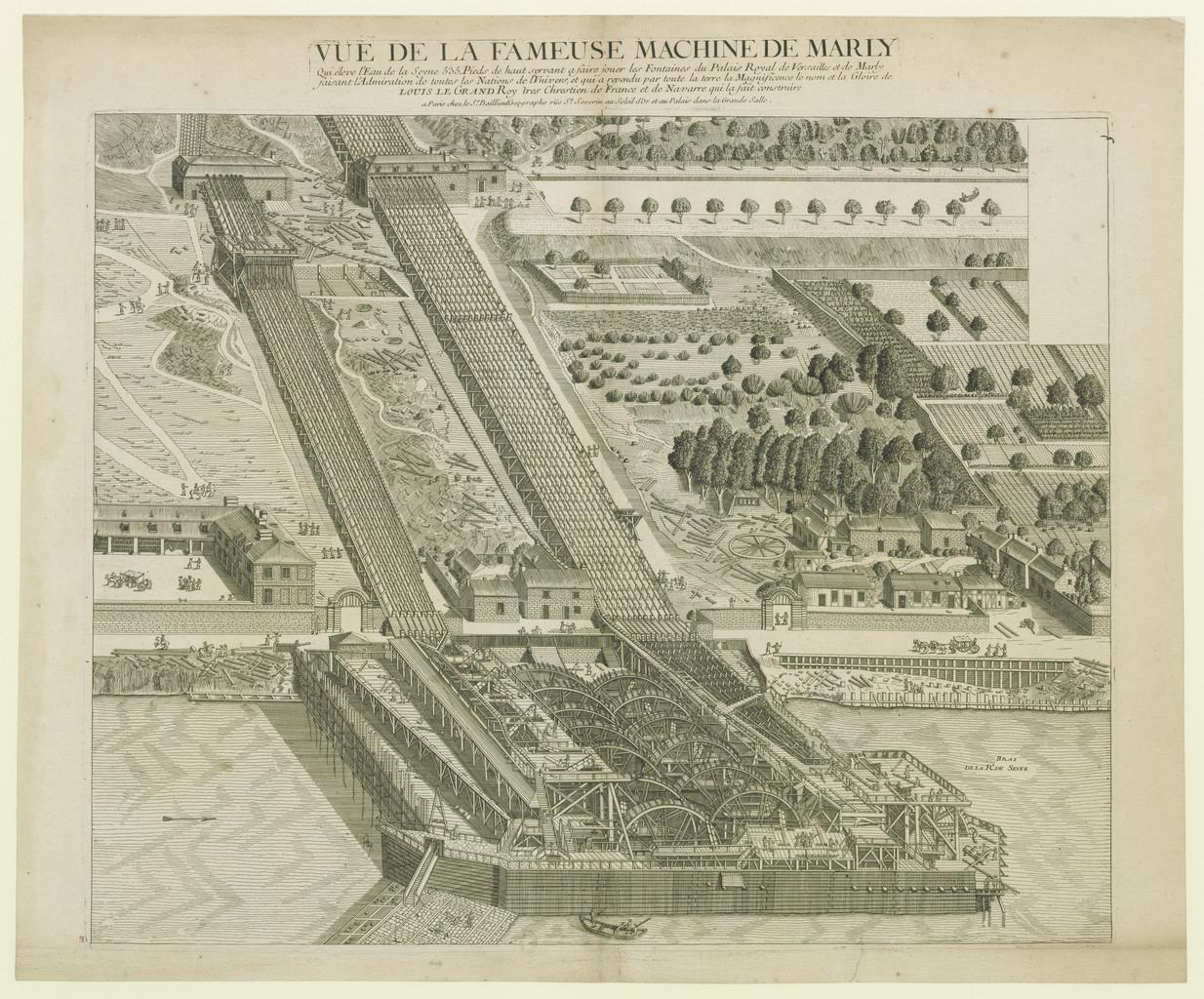
Vue de la Fameuse Machine de Marly
De bas en haut: les roues et les pompes; les petits et les grands chevalets ; les puisards et le réservoir de la mi-côte.

Actionnées à 3 révolutions par minute par le courant de la Seine et la chute d'eau artificielle créée, 14 (le "chiffre" du roi) grandes roues à aubes de 12 mètres de diamètre entraînaient des pistons refoulants. Par un système de balancier et de chaînes, chaque roue actionnait ainsi en continu 8 pompes immergées dans la Seine et une série de pompes situées aux niveaux supérieurs sur les 700 mètres du coteau. La dénivellation était trop forte, plus de 150 mètres, pour faire monter l'eau d'un seul jet jusqu'à l'aqueduc. Les cuirs des pistons n'auraient pas résisté à la pression de 15 bars, si bien qu'il fut nécessaire de diviser la montée en trois paliers de 50 m avec deux puisards qui seront creusés à 48 m et 99 m au-dessus du fleuve et deux bassins intermédiaires, eux-mêmes munis de pompes. Chaque roue à aubes était munie d'un varlet qui, pivotant autour d'un axe vertical, transformait le mouvement parallèle au fleuve des roues en un mouvement perpendiculaire. Celui-ci actionnait alors des doubles tringles en fer maintenues par des balanciers, eux-mêmes fixés sur un chemin de bois continu comprenant des chevalets, innovation principale de la machine[réf. nécessaire] et qui actionnaient les pompes intermédiaires sur le coteau.
La partie amont des transmissions s'arrêtant à la station intermédiaire dite de mi-côte était appelée « transmission des petits chevalets ». La partie d'aval montant jusqu'à la station intermédiaire supérieure s'appelait « transmission des grands chevalets ». Elle actionnait aussi au passage un ensemble de pompes à la station de mi-côte. La machine comptait au total plus de 250 pompes. La puissance théorique de la machine était de 700 chevaux environ et son débit théorique maximal de 6 000 m3 (6 millions de litres) par jour.
L'eau effectuait sa dernière remontée dans la tour du Levant, haute de 23 mètres et construite par Mansart au sommet du coteau de Louveciennes.

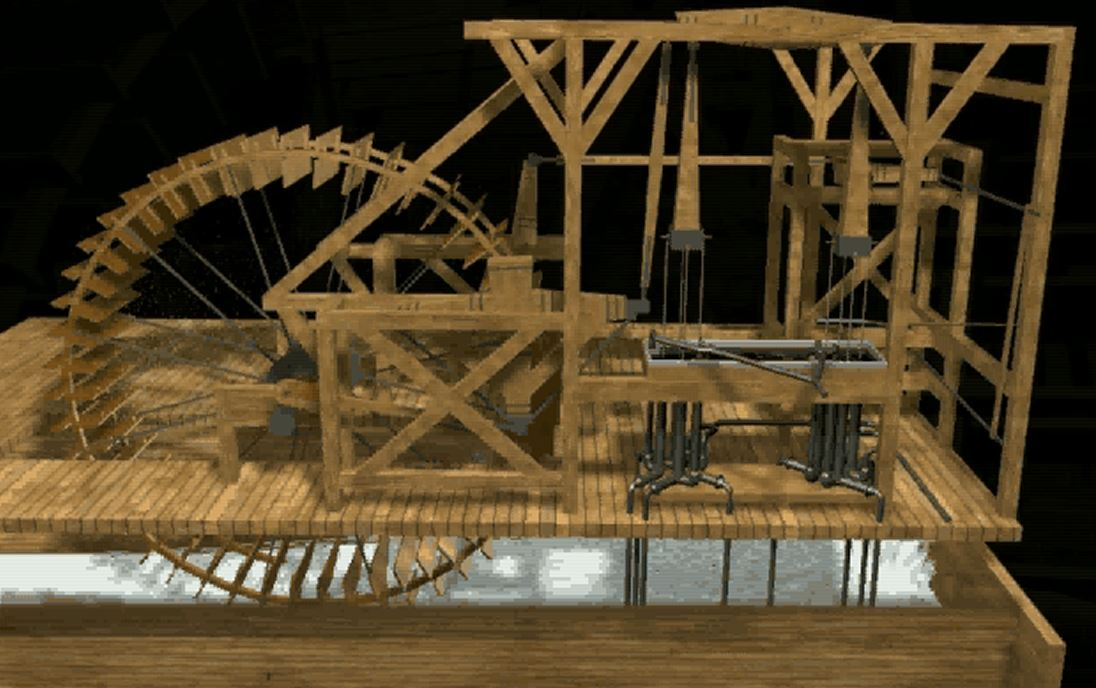
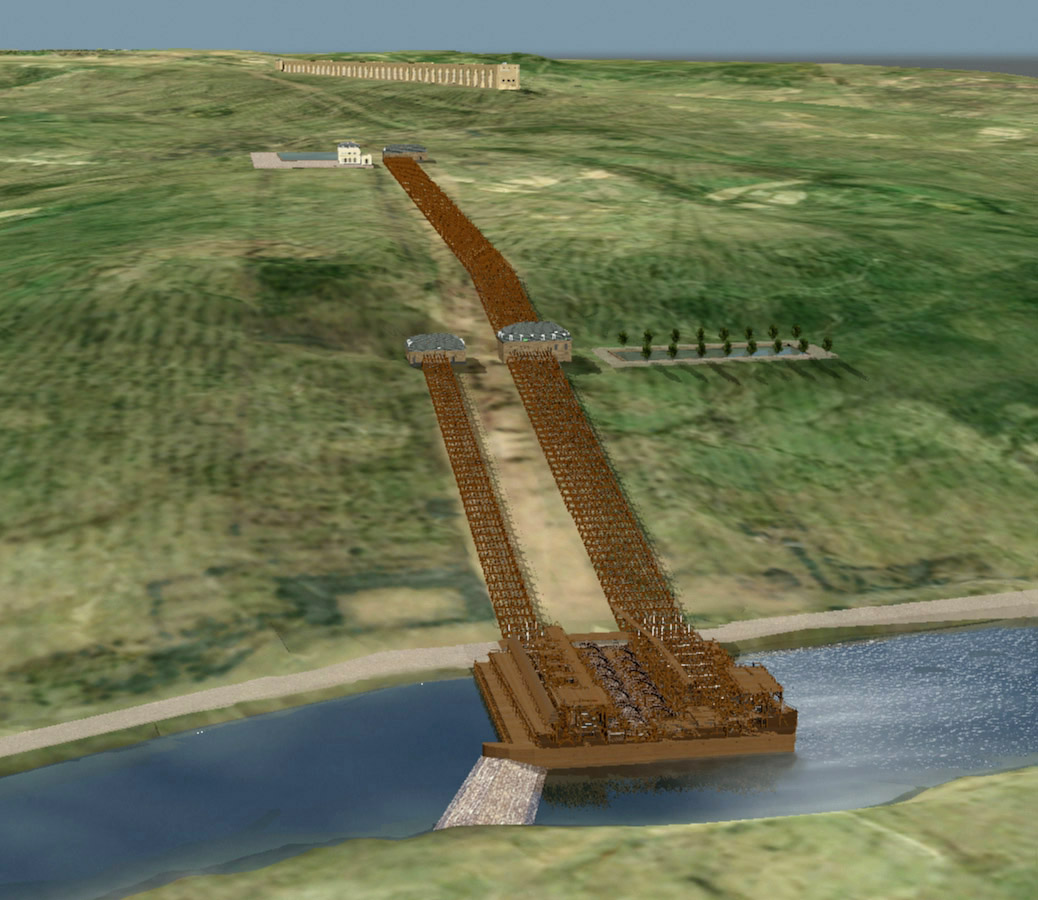
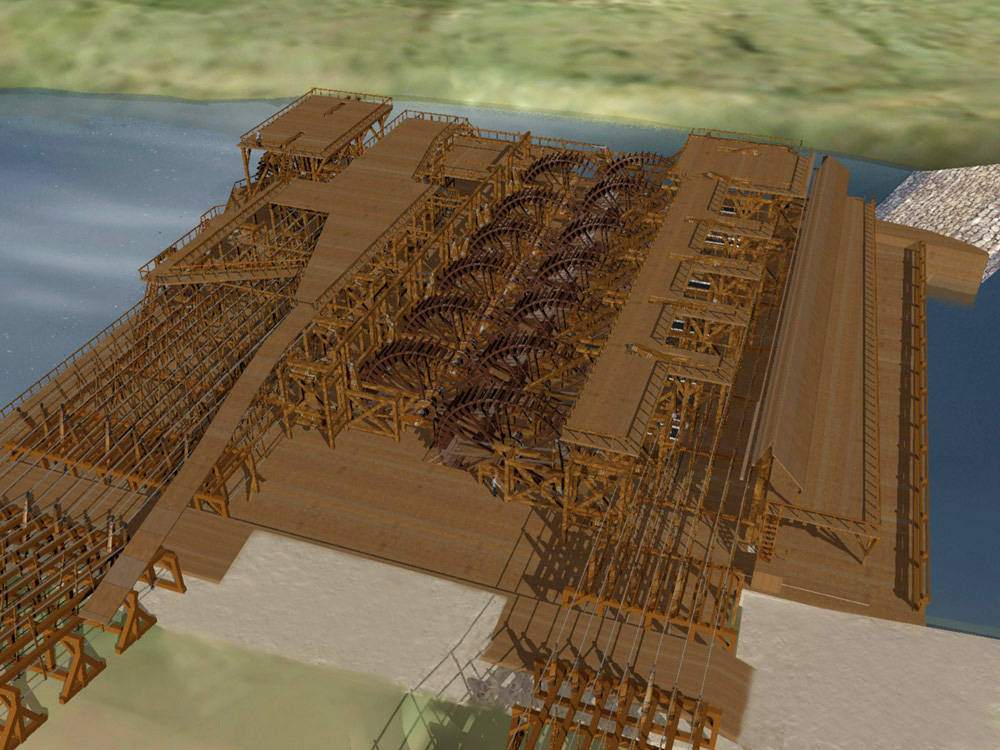
Maquette numérique de la Machine de Marly.
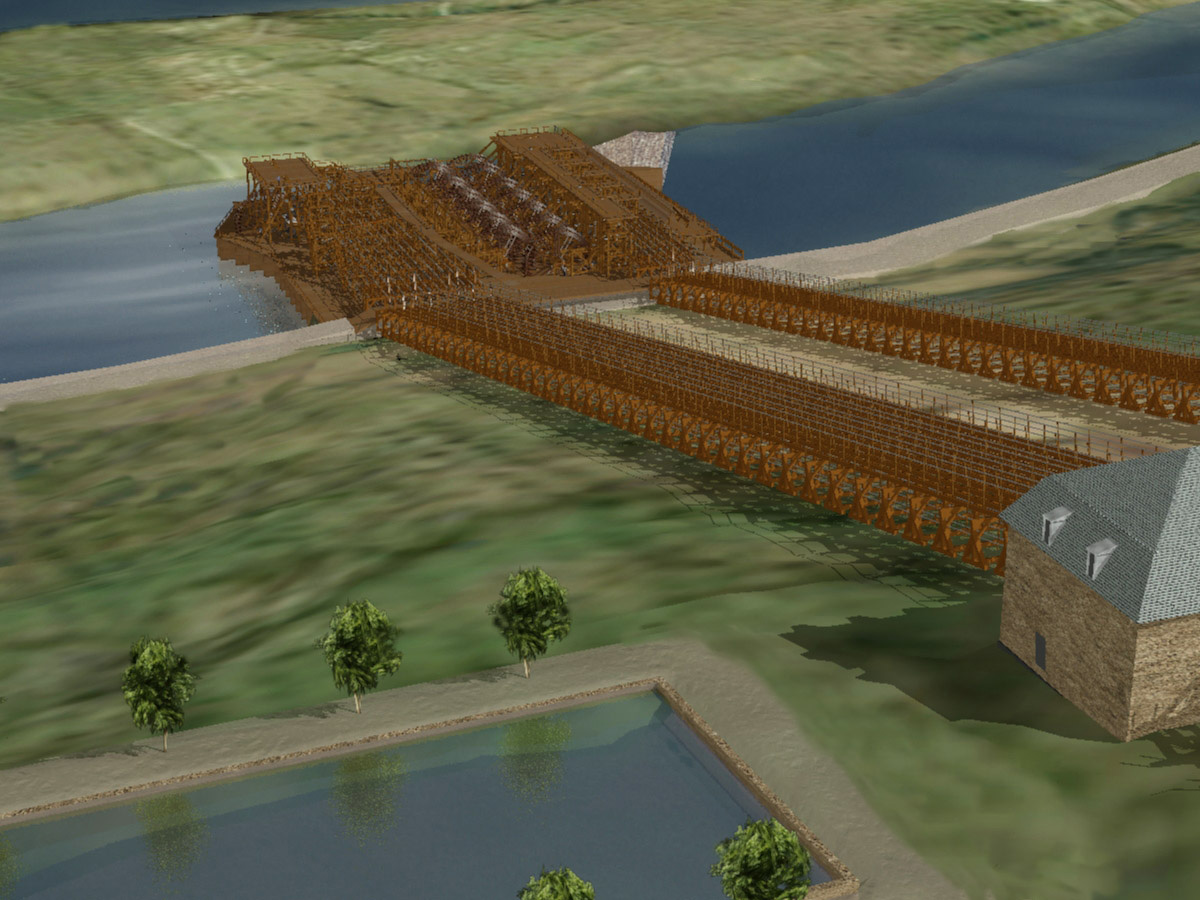

### Aqueduc et réservoirs
Cette tour du Levant était l'extrémité septentrionale de l'aqueduc de Louveciennes (appelé quelquefois aqueduc de Marly) qui acheminait l'eau par simple gravité sur 640 mètres à son autre extrémité, la tour du Jongleur ou du Couchant, haute de 12 mètres, d'où elle était déversée par un siphon jusqu'au regard du Jongleur, qui répartissait l'eau vers les réservoirs destinés aux jardins du château de Marly et ceux pour Versailles. Depuis ces derniers, un aqueduc souterrain, dit de Picardie ou de Marly, long de 6 km acheminait l'eau, toujours par gravité, vers ce qui était alors nommé la « montagne » de Picardie dans un bassin homonyme. De là, un autre aqueduc, dit mur de Montreuil, acheminait l'eau jusqu'au mont de Montbauron, une hauteur de Versailles où quatre réservoirs avaient été construits. Ceux-ci recueillaient aussi les eaux des étangs dit inférieurs, situés au sud du château. Des tuyauteries enterrées partaient de Montbauron vers les réservoirs dits intermédiaires du parc situés sous le parterre ou au-dessus de l'aile Nord.
Le stockage continue de fonctionner de nos jours à Montbauron, fournissant une heure de réserve d'eau pour l'alimentation des grandes eaux de Versailles.

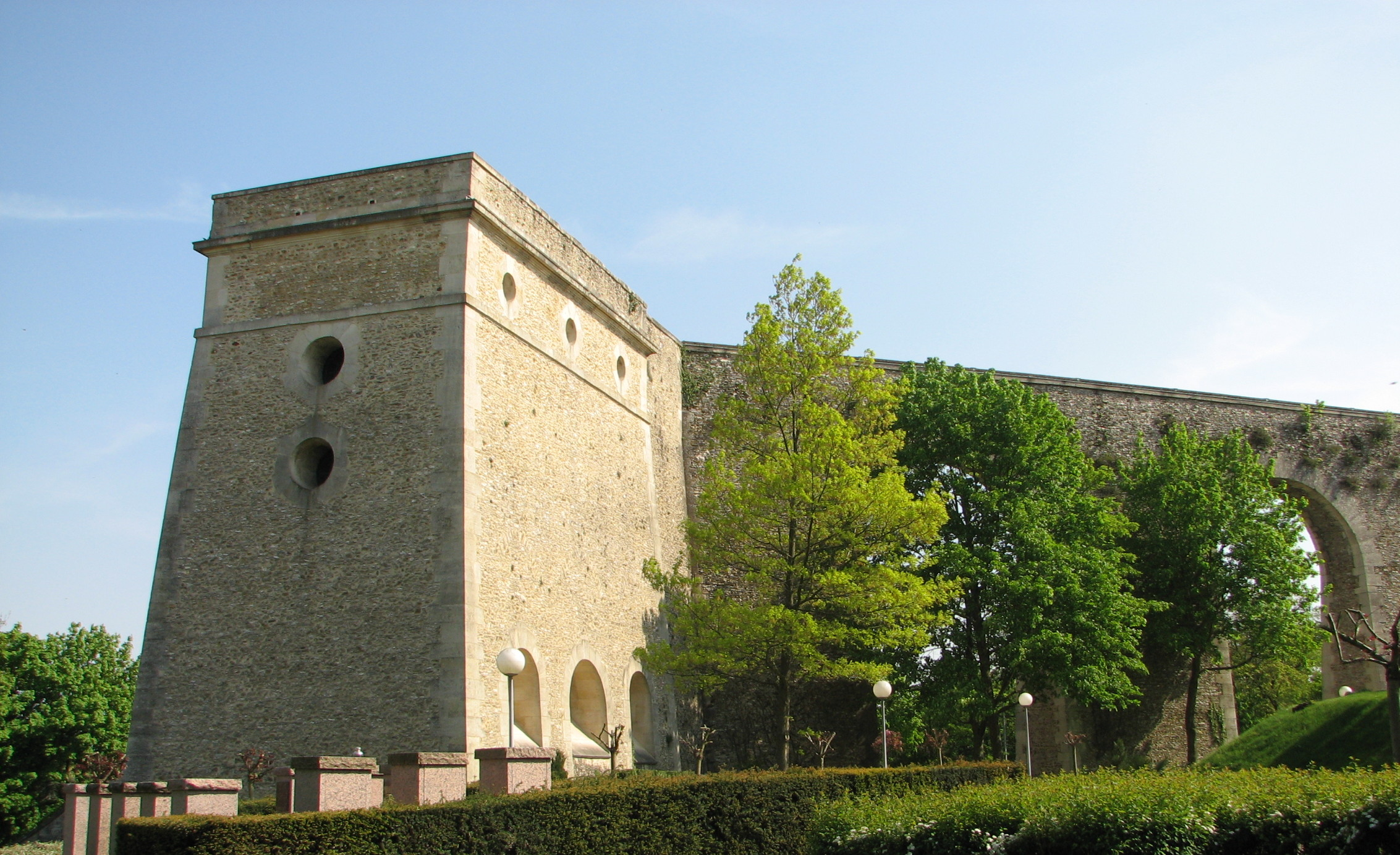
Tour du Levant de l'aqueduc de Louveciennes. Un réservoir à son sommet recueillait l'eau des pompes de Marly.
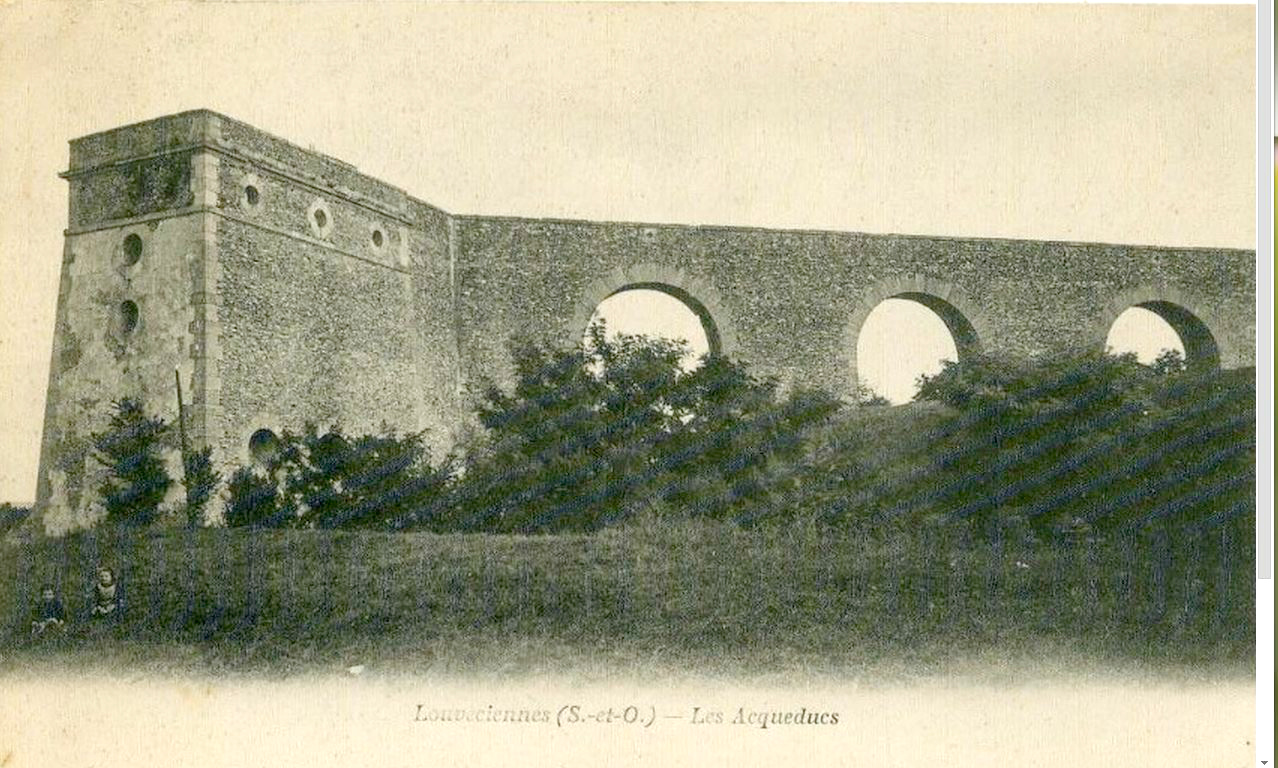
Tour du Levant.
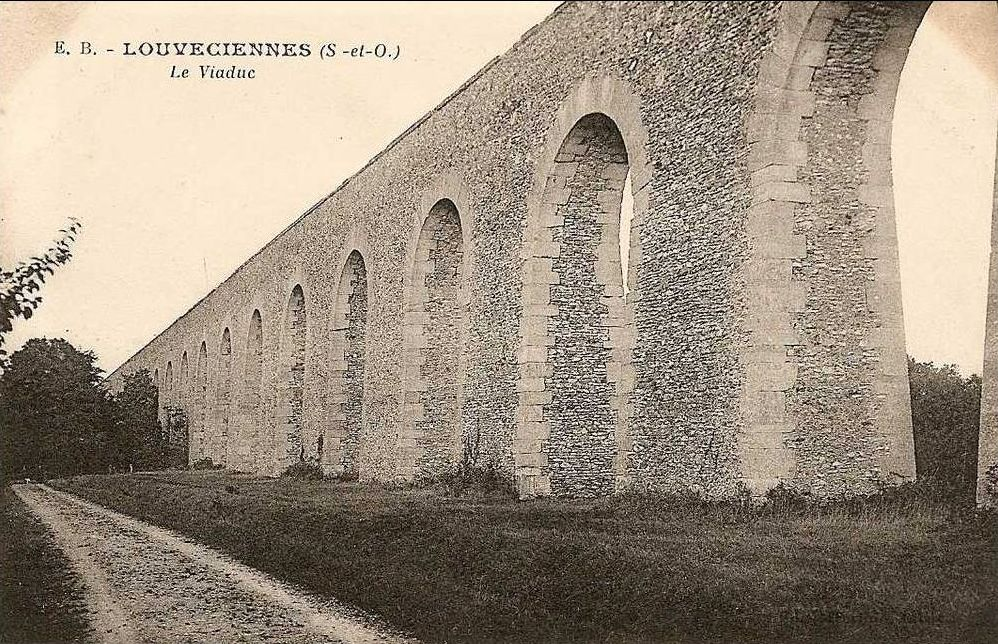
Les Arches.
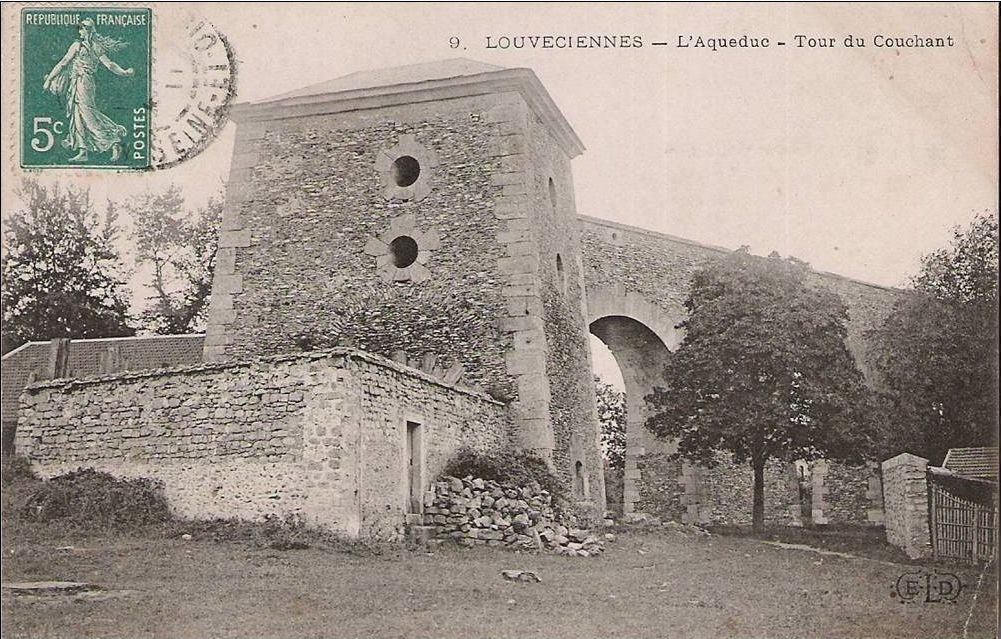
Tour du Couchant.

## Fonctionnement et difficultés
Cette machine est souvent considérée comme « la plus complexe du XVIIe siècle ». En plus des artisans wallons, plus d'une soixantaine d'ouvriers assuraient jour et nuit son fonctionnement et entretien. Il y avait des charpentiers, des menuisiers, des plombiers ou de simples poseurs de tuyaux, des forgerons mais également des gardes. Les frères Sualem resteront chargés du bon fonctionnement des pompes, tringles et autres mécanismes jusqu'à leur mort, Paulus en 1685 et Rennequin en 1708.
Très bruyante, la machine fonctionnait sans cesse, jour et nuit sauf lors des crues, des basses eaux ou en hiver si la Seine venait à geler. En amont, un dispositif de brise-glaces et un « dégrilleur » furent installés pour éviter la dégradation des aubes.
Avant même son achèvement, une organisation administrative fut mise en place pour gérer la machine. Louvois, qui venait d'être nommé Surintendant des Bâtiments du roi à la mort de Colbert, nomma Joachim Cochu avec le titre de Contrôleur des bâtiments du roi. Homme de confiance de Louvois, son rôle était de surveiller les travaux et d'autoriser les paiements. Louvois lui demanda aussi de surveiller Arnaud de Ville. Ensuite, et pendant une trentaine d'années, Cochu allait administrer l'établissement responsable de la machine de Marly. La totalité du site sur le coteau fut enclos, des logements, des ateliers et des réserves, à l'écart du village de Bougival, furent construits sur le site pour héberger artisans, ouvriers et gardes.
La machine de Marly devait initialement fournir 6 000 m3 par jour pour une puissance théorique de 700 ch. Mais en raison d'une mauvaise synchronisation du dispositif, le rendement initial n'était que de 83 % environ. Malgré l'entretien continu de la machine par de nombreux charpentiers, forgerons, plombiers ou goudronneurs, les pièces s'usaient prématurément à cause du frottement et cassaient souvent. Au-dessus des 14 grandes roues, un système anti-incendie permettait d'éteindre rapidement les fréquents embrasements résultant de frictions excessives sur l'axe principal des roues. La production initiale de 5 000 m3/jour chutera à 2 000 à 3 200 m3 au milieu du XVIIIe siècle,.
Ce rendement insuffisant poussera assez rapidement à la recherche d'une nouvelle source d'approvisionnement pour le parc de Versailles et au lancement de la construction du canal de l'Eure, canal qui ne sera cependant jamais achevé. Dès 1685, l'usage de la machine de Marly était presque entièrement réservé aux jardins du château de Marly. À partir de 1739, elle alimentera les fontaines et certains hôtels particuliers de Versailles.
La machine était bruyante et son entretien coûteux. Le coût annuel, entre les salaires des personnes affectées à son entretien et le coût d'achat des matériaux, fer, bois, charbon, plomb ou cuir, se montait à 60 000 ₶.
Constituée à 90 % de bois, elle se détériora au fil des ans. On arrêta finalement de l'entretenir dans le courant du XVIIIe siècle, accélérant sa dégradation. Son rendement continuera de baisser, passant de 640 m3 par jour en 1798 à 240 m3 par jour en 1803. Sous la Révolution, on envisagea même de la détruire.
Néanmoins, la machine de Marly fonctionna durant 133 ans. Elle sera détruite en 1817 et remplacée par une machine provisoire.

## Machines suivantes

### Machine provisoire
La machine « provisoire » construite par l'ingénieur Louis Martin et l’architecte François-Charles Cécile pour remplacer la machine de Marly devait laisser le temps de construire une pompe plus performante. Elle allait rester en service 10 ans et fonctionna ensuite en même temps que la machine à vapeur.
On construisit d'abord une machine d’essai qui réutilisait une roue de l’ancienne installation, ce qui permit, dès 1814, d’obtenir l’élévation de l’eau en une seule fois. L'essai étant convaincant, la machine hydraulique provisoire fut réalisée à partir de deux roues restaurées de l’ancienne machine de Louis XIV, pour un débit bien supérieur à celui que les pompes de la première machine avaient fini par donner à la fin du XVIIIe siècle:7.
Huit pompes élevaient ensemble, d'un seul jet, en 24 heures, plus de 800 m3 d'eau à 160 mètres de hauteur:221.
Les conduites étaient faites de tuyaux provenant de l'ancienne machine. La machine provisoire fut mise en marche pour la première fois le 25 août 1817, jour de la fête du roi:101.

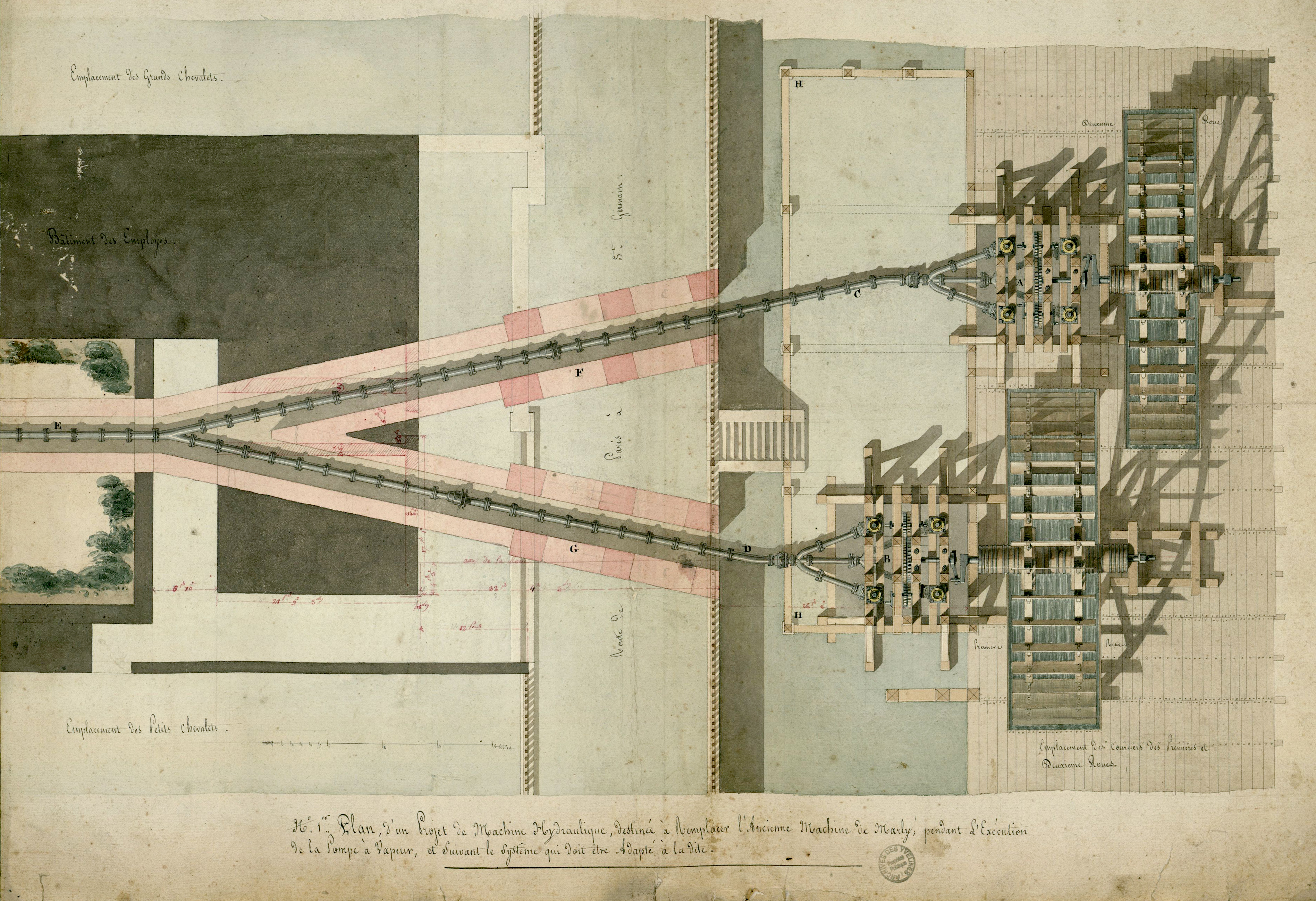
Machine hydraulique provisoire. Plan, projet no 1 par Cécile (1811).
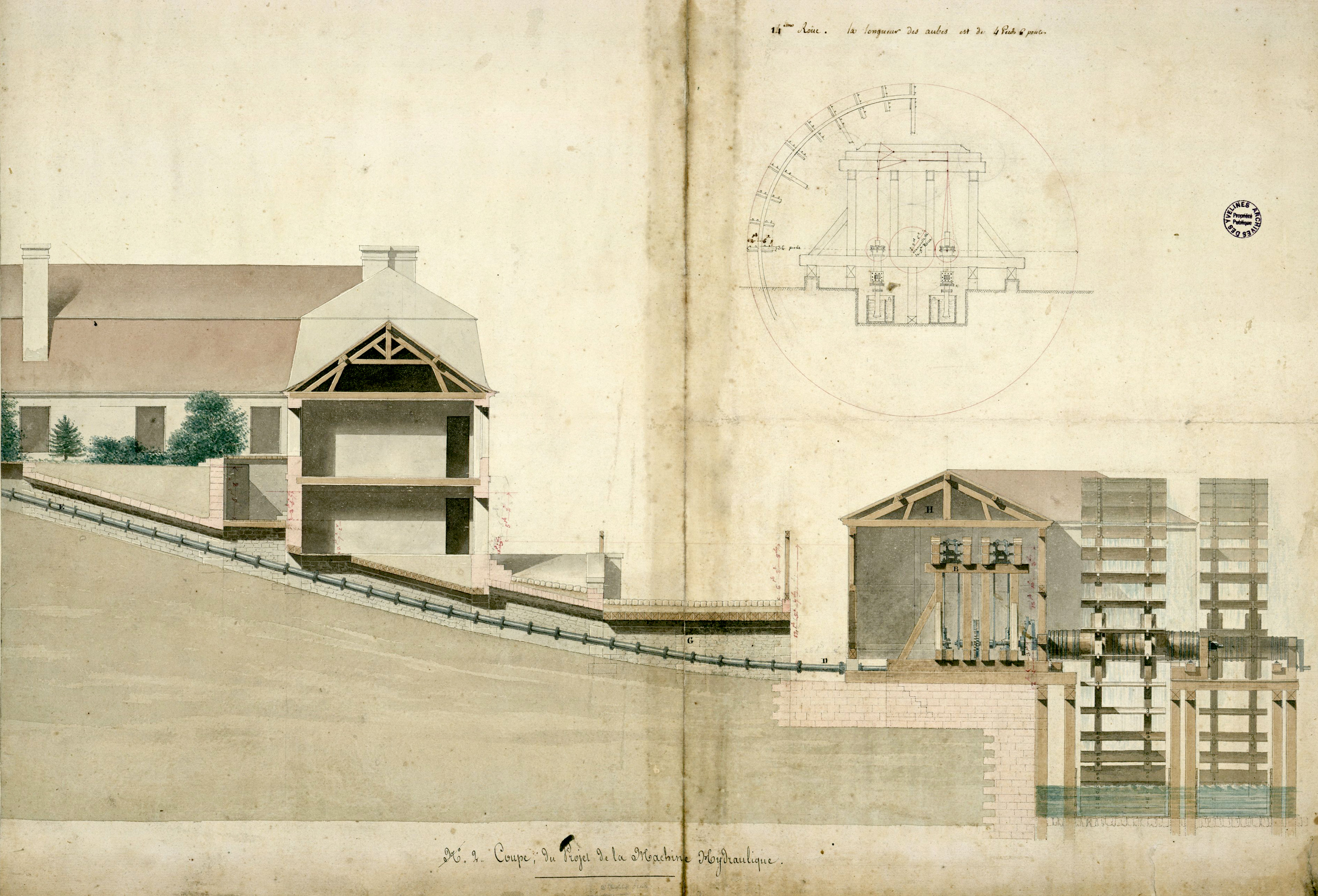
Machine hydraulique provisoire. Section, projet no 1 par Cécile (1811).
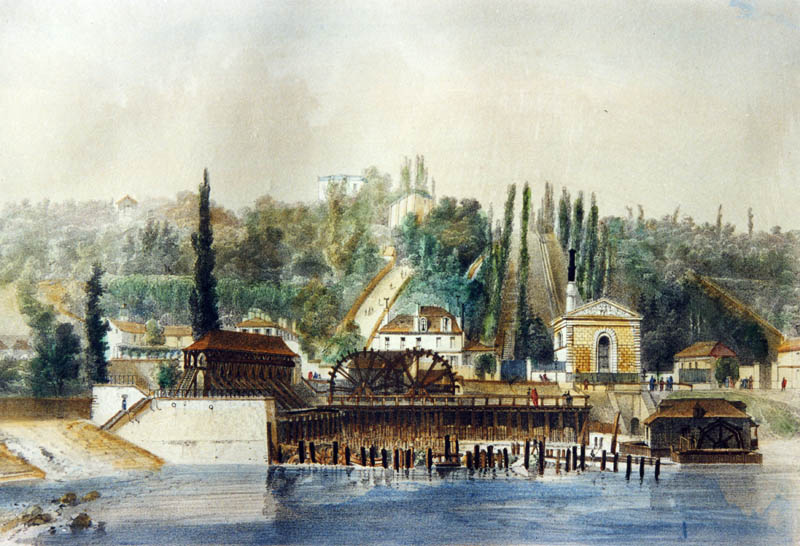
Vue de la machine en 1827 avec la machine de Louis XIV en premier plan en service comme machine provisoire et la pompe à vapeur en deuxième plan.

### Pompe à vapeur
Martin et Cécile conçurent pendant ce temps une « pompe à feu ». Assemblée en 1825 et installée à Bougival dans le bâtiment Charles X (du nom de son inaugurateur), elle fut mise en service en 1827. Fonctionnant à la vapeur, elle délivrait une puissance de 95 ch pour un débit de 2 000 m3 par jour et une consommation de 10 tonnes de charbon par jour:158. La « pompe à feu » était une machine à vapeur à double effet de type Watt. Elle fonctionna de façon satisfaisante dès son démarrage en 1827.
Cependant, ses coûts d'exploitation ayant été jugés trop élevés, la décision de son remplacement fut prise en 1837.

### Machine de Dufrayer
La pompe à vapeur fut remplacée en 1859, sous Napoléon III, par une machine hydraulique conçue par l'ingénieur Dufrayer (les deux machines fonctionneront simultanément entre 1858 et 1859). Cette machine comportait six roues de 12 m de diamètre et 4,5 m de large, pesant 120 t et entraînant quatre pompes. Chaque roue était capable d'assurer un débit de 3 500 m3 par jour, soit 21 000 m3 par jour pour l'ensemble de l'installation. Un bâtiment sur la Seine, dit bâtiment Napoléon III, fut construit pour l'abriter. En 1893, elle arrêta de pomper l'eau du fleuve, trop polluée, pour pomper dans la nappe phréatique.
Un petit édifice, construit au milieu de la Seine et visible de nos jours, servait à remiser les « aiguilles », lattes de bois de 3,20 m de longueur, posées les unes à côté des autres qui régulaient le débit de la Seine.
En 1910, la machine de Dufrayer fut renforcée par une machine à gaz actionnant des pompes et en 1938 par des moteurs diesel actionnant deux pompes d'une puissance de 400 ch pour environ 1 200 m3 refoulés par heure[réf. nécessaire].
La machine de Dufrayer fut arrêtée en 1963 et détruite en 1968.

### Groupe d'électro-pompes
En 1968, un groupe d'électro-pompes a remplacé la machine du Second Empire. Celui-ci fournit une puissance de 760 ch pour 1 100 m3 refoulés par heure, en renforcement des autres groupes. Le service n'a cessé d'évoluer jusqu'à nos jours, avec des meilleurs rendements de pompe. Actuellement[Quand ?], en heures de pointe, le refoulement atteint 5 500 m3 par heure ; il fournit environ 22 communes, dont Versailles[réf. nécessaire].

### Les vestiges
De l'ensemble des machines installées jadis, ne subsistent de nos jours que quelques bâtiments, dont les réservoirs de Marly, le Regard du Jongleur, l’aqueduc de Louveciennes, la conduite d’eau sur le coteau de Bougival, des canalisations souterraines et des vestiges hydrauliques dans le parc de Marly, restant de la machine du roi Louis XIV, le bâtiment Charles X abritant à l'époque la machine à vapeur et les deux arches ainsi que le petit édifice sur la Seine, vestige de la machine de Dufrayer.

## Illustrations

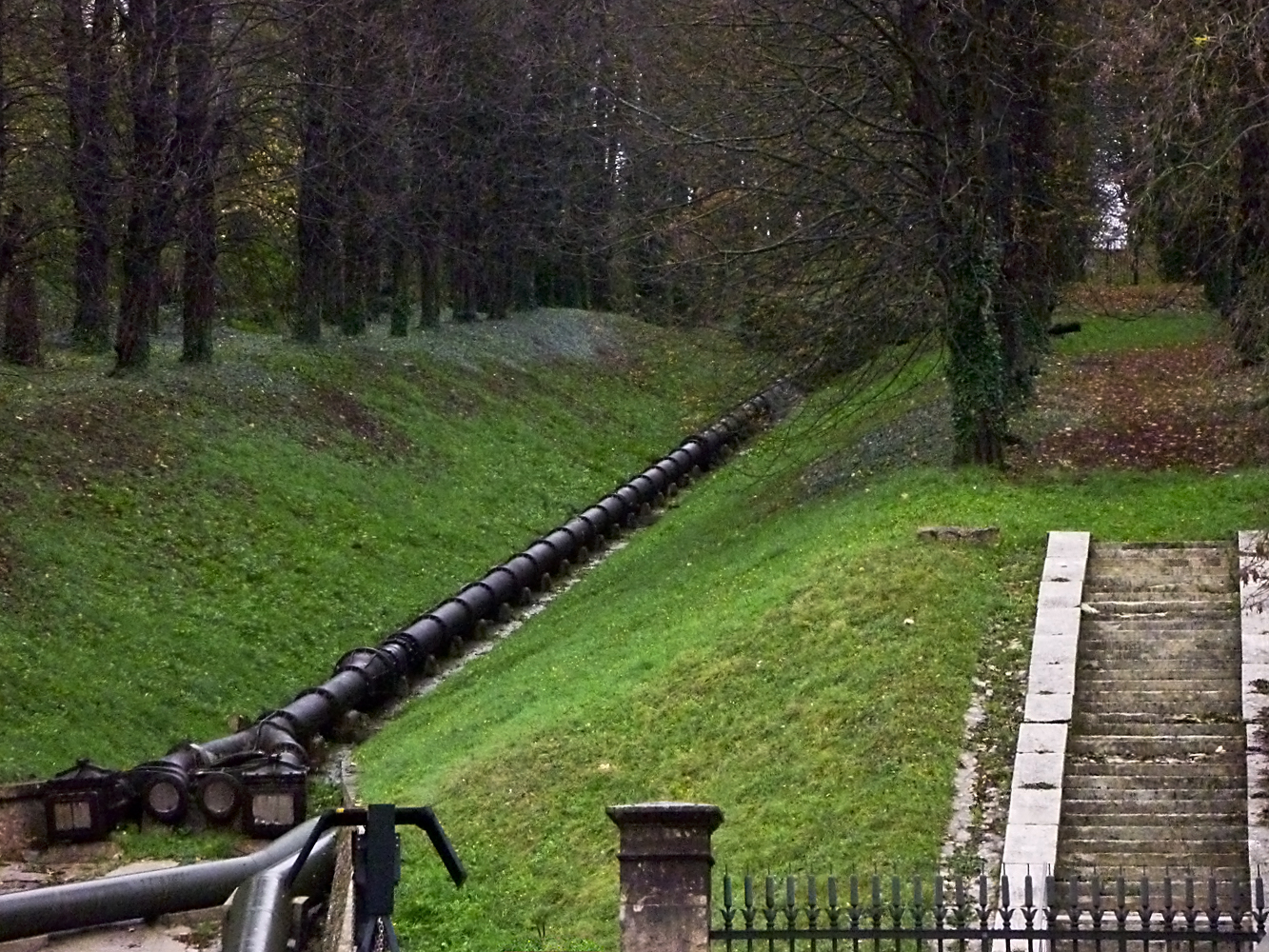
Canalisations de la première machine de Marly.
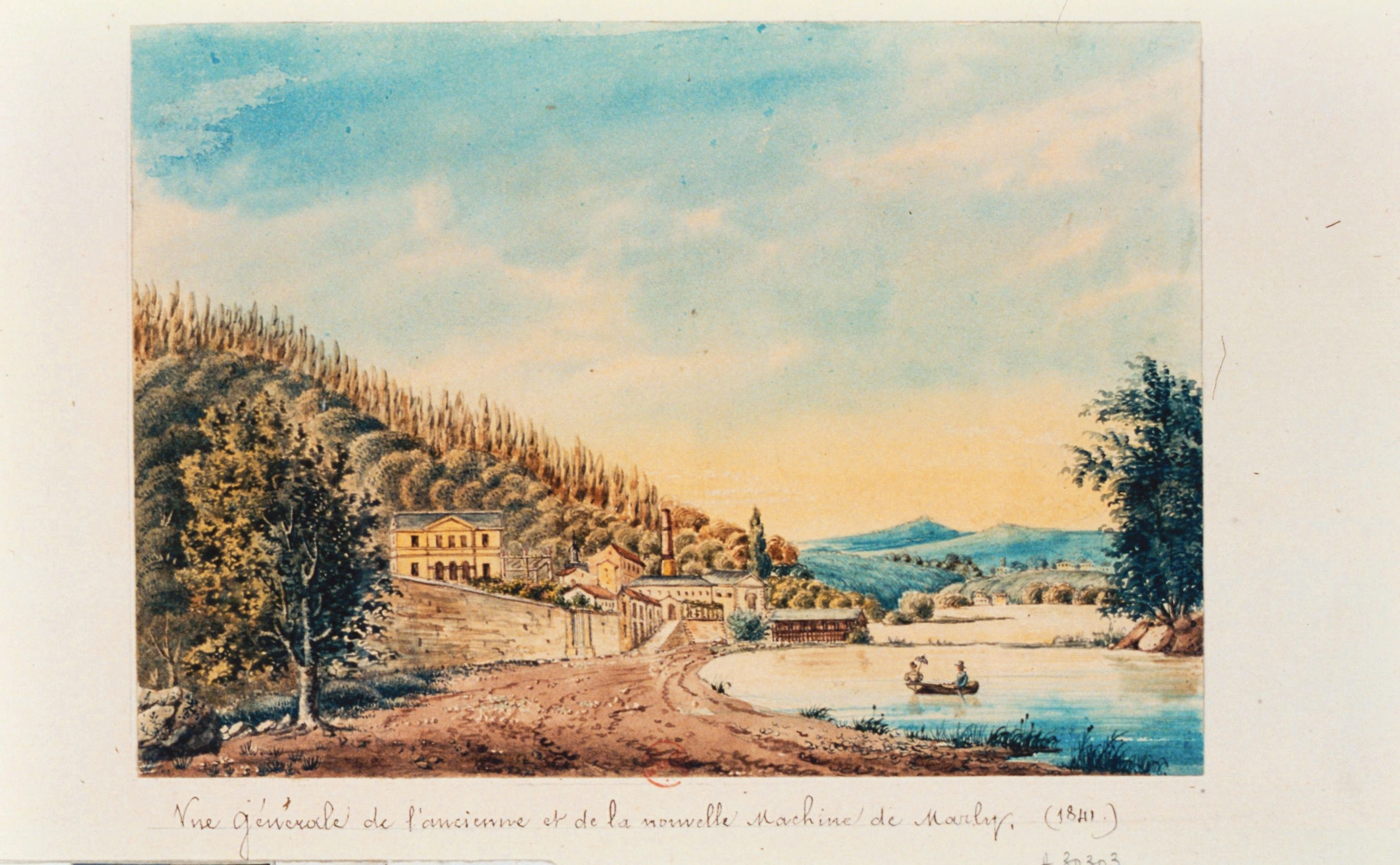
La « pompe à feu », en 1841, pompe qui remplace la machine de Marly.
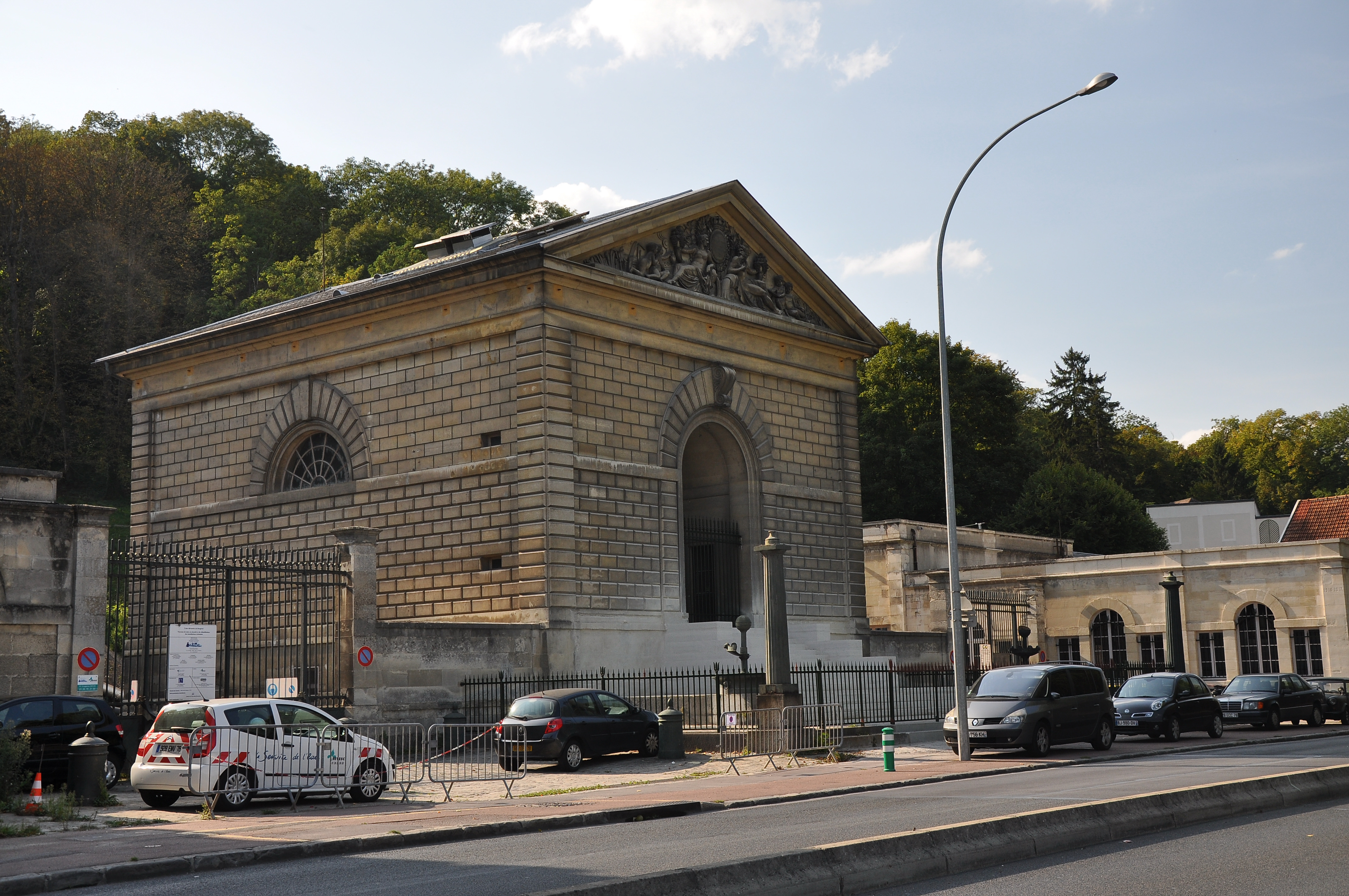
Bâtiment Charles X abritant la machine à vapeur de Cecile et Martin.
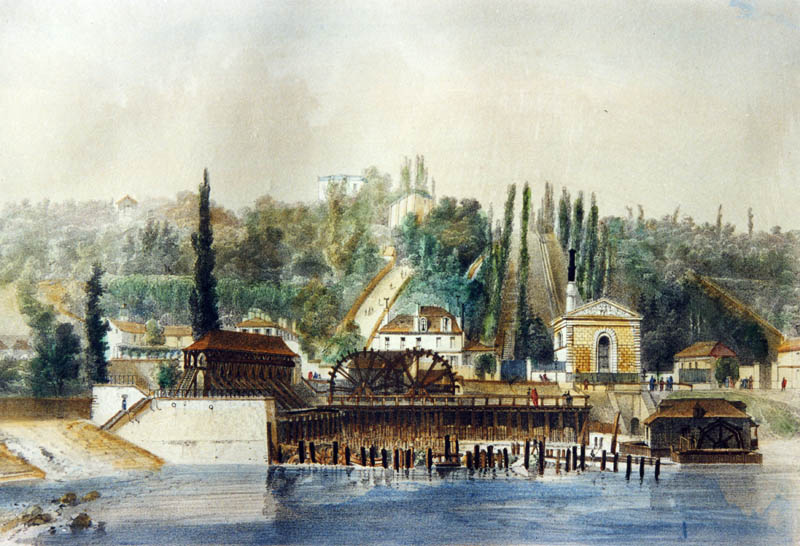
Vue de la machine en 1827 avec la machine de Louis XIV en premier plan et la pompe à vapeur en deuxième plan.
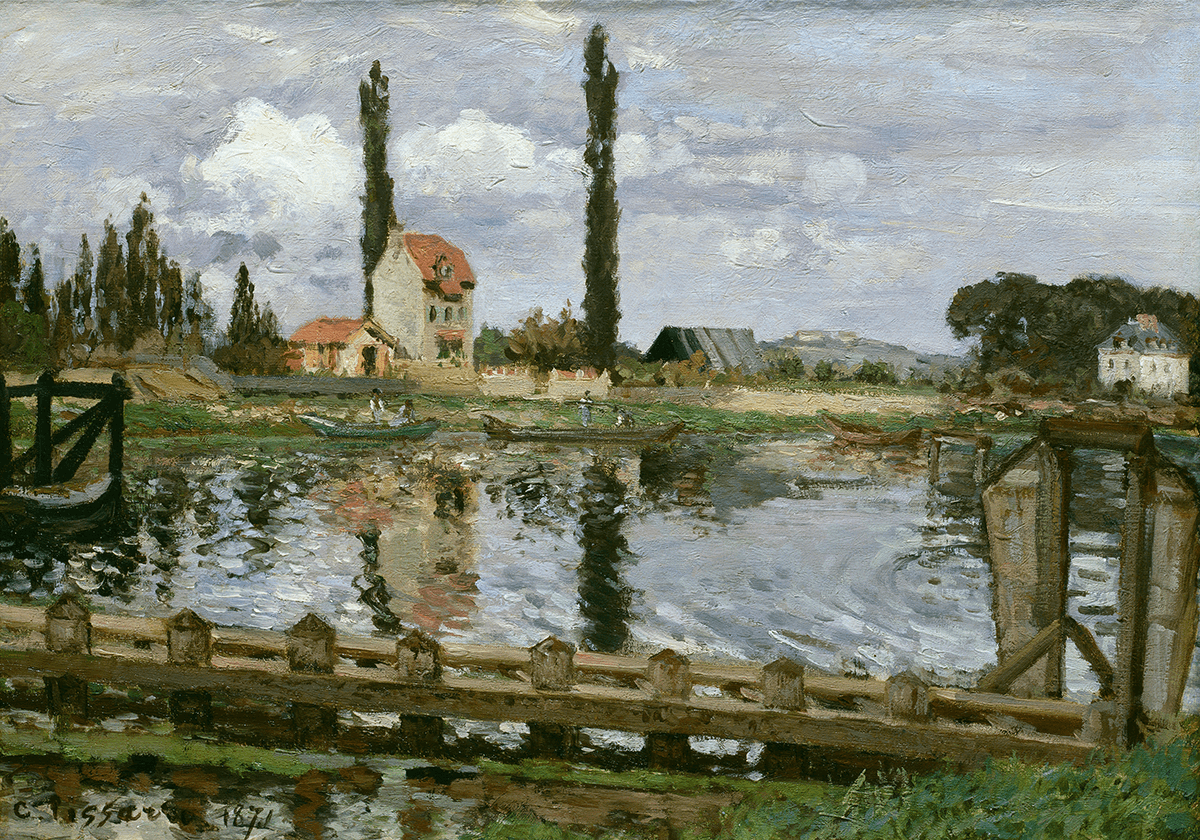
Aqueduc de la Machine de Marly à Bougival Camille Pissarro, 1871 Musée d'art Nelson-Atkins, Kansas City.
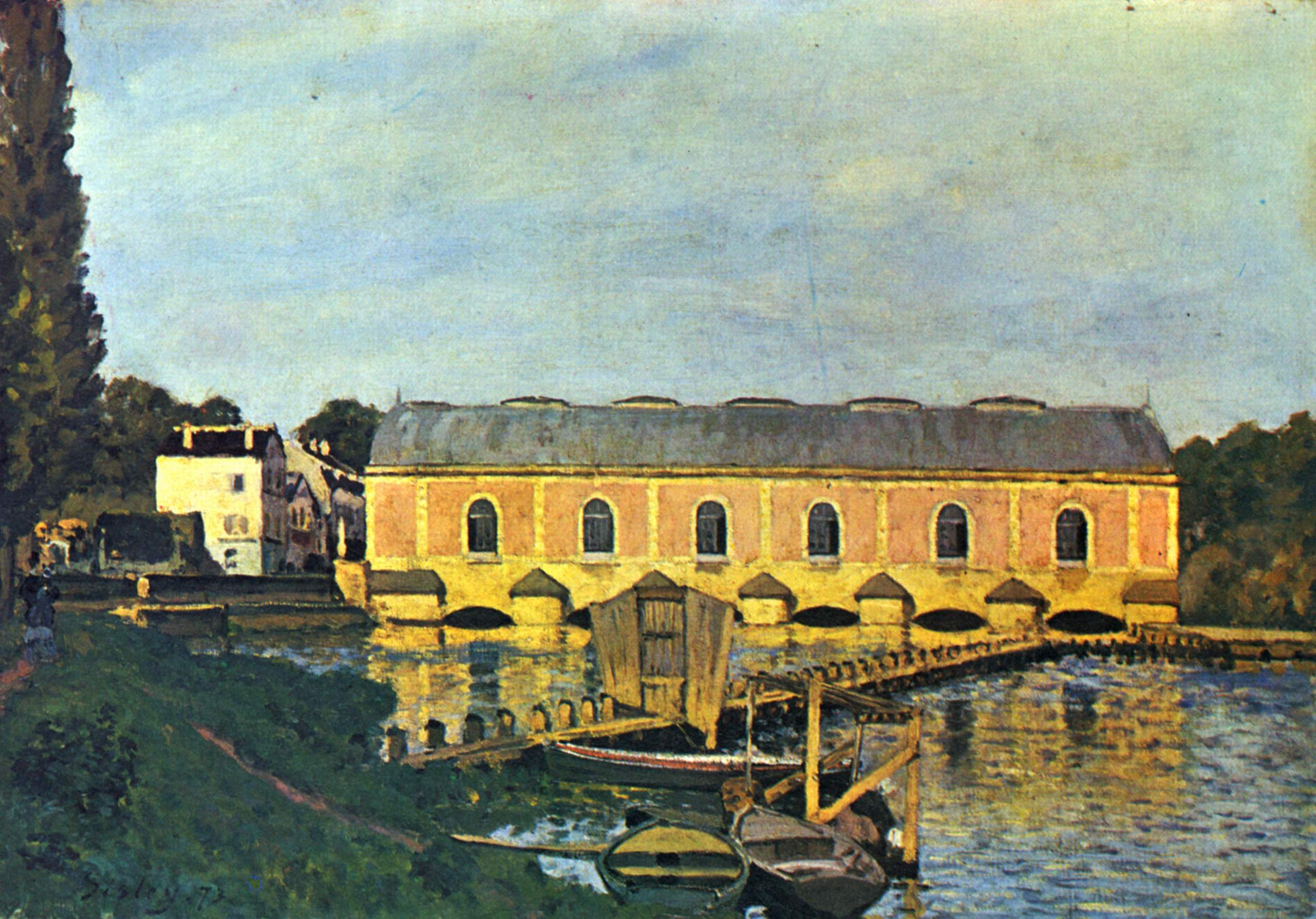
La Machine de Marly par Sisley en 1873 avec vue sur le bâtiment Napoléon III construit pour abriter la machine de Dufrayer.
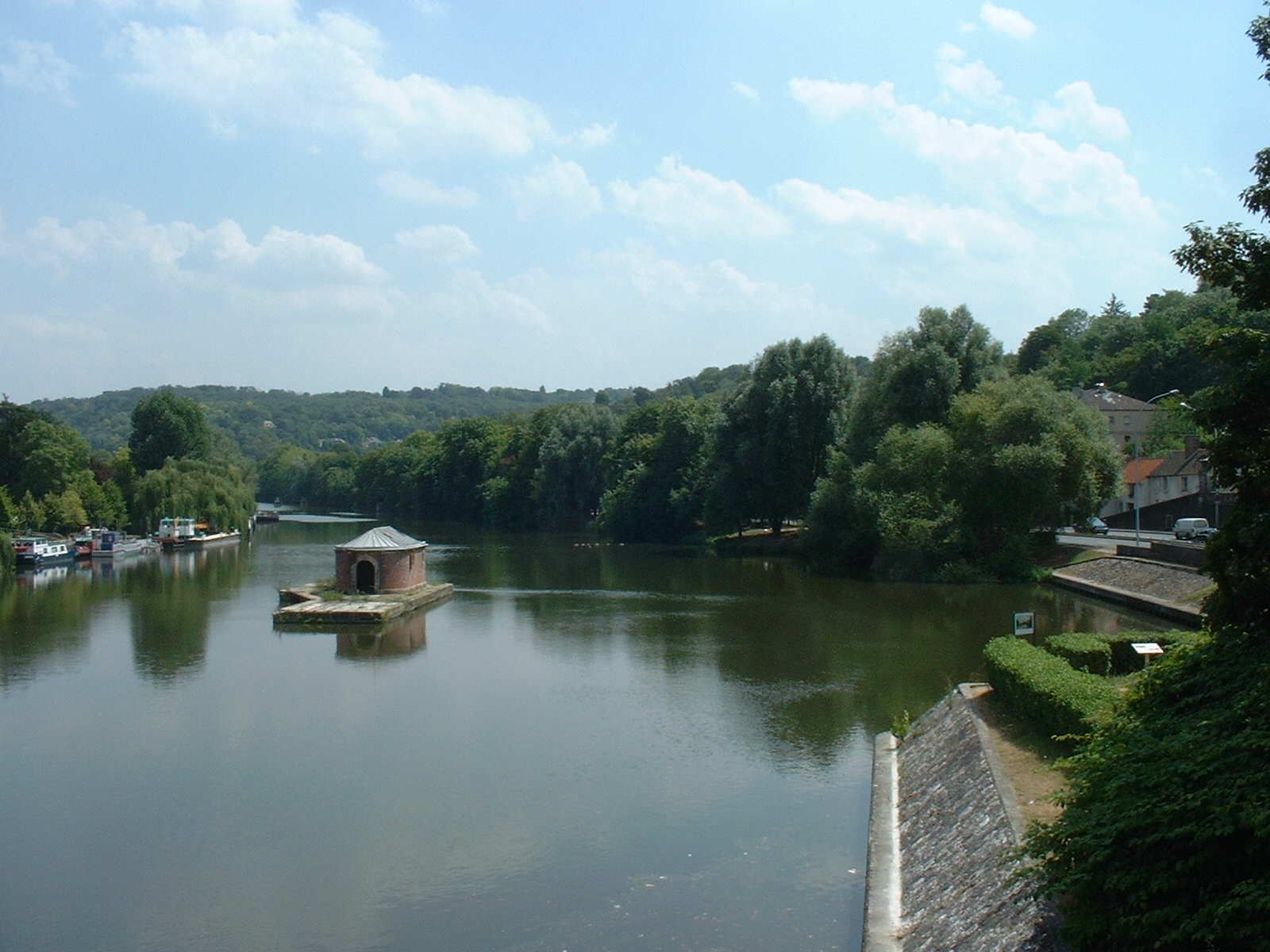
Site de l'ancienne machine de Marly aujourd'hui, vu de l'aval.
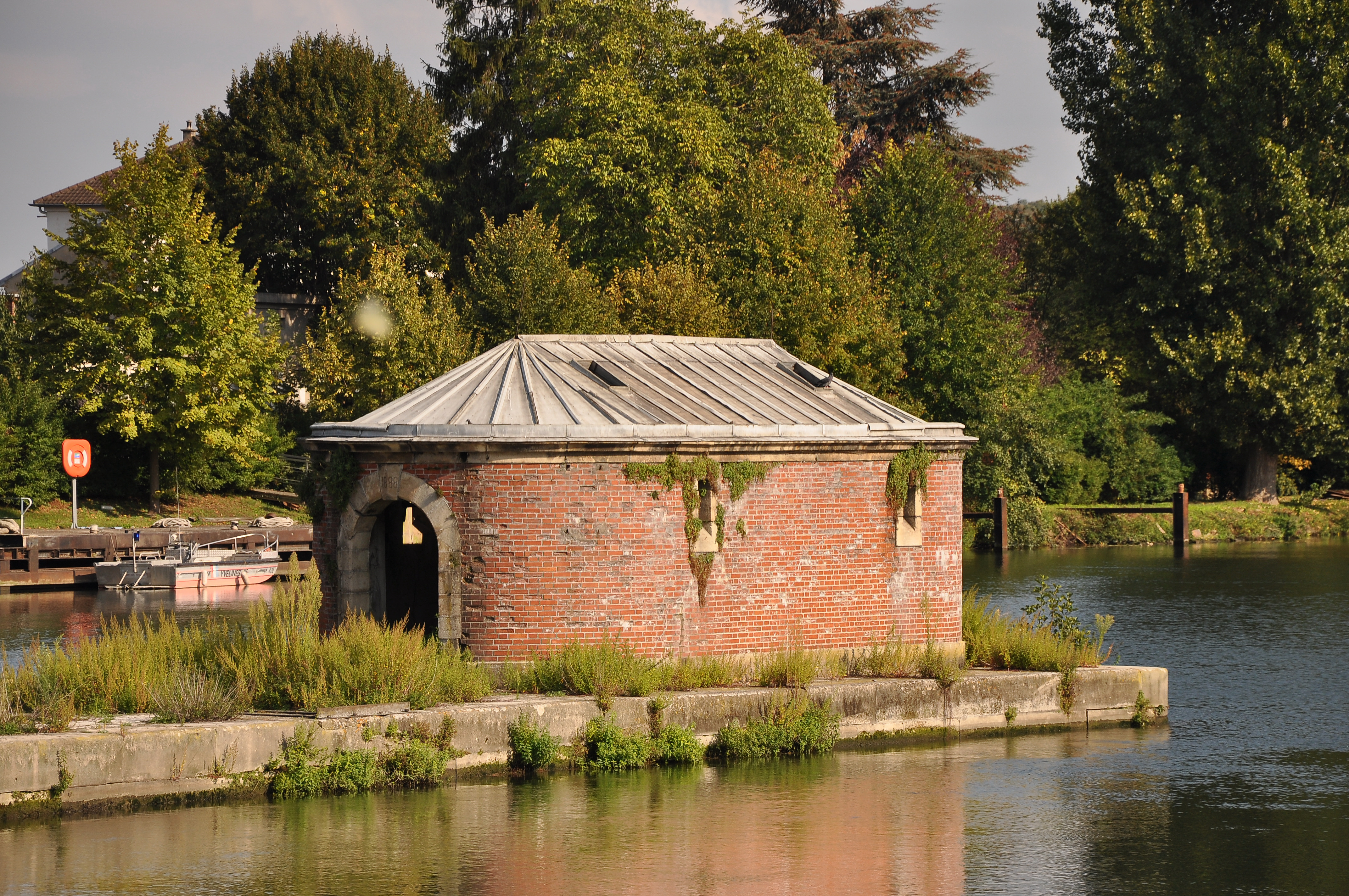
L'édifice sur la Seine, vestige de la Machine de Dufrayer.